# 七砷化三铯
七砷化三铯是一种无机化合物，化学式为Cs3As7，它由Cs+和笼状的As73−阴离子构成。它可由铯和砷在820 K反应制得。它在1061 K时于自身蒸气压下熔化，易溶于液氨并可析出Cs3(NH3)As7晶体。它和K3As7、2,2,2-crypt、(C9H12)M(CO)3反应，可以得到[K-crypt]2[As7M(CO)3Cs]·solv（solv为溶剂分子，M=Cr, Mo, W）。